# Tam Cường
Tam Cường là một xã thuộc huyện Vĩnh Bảo, thành phố Hải Phòng, Việt Nam.

## Địa lý
Xã Tam Cường có diện tích 13,10 km², dân số năm 2023 là 18.473 người, mật độ dân số đạt 1.410 người/km².

## Lịch sử
Ngày 24 tháng 10 năm 2024, Ủy ban Thường vụ Quốc hội ban hành Nghị quyết số 1232/NQ-UBTVQH15 về việc sắp xếp đơn vị hành chính cấp huyện, cấp xã của thành phố Hải Phòng giai đoạn 2023 – 2025 (nghị quyết có hiệu lực từ ngày 1 tháng 1 năm 2025). Theo đó, sáp nhập toàn bộ 3,41 km² diện tích tự nhiên, quy mô dân số là 5.597 người của xã Cổ Am và toàn bộ 3,41 km² diện tích tự nhiên, quy mô dân số là 4.541 người của xã Vĩnh Tiến vào xã Tam Cường.
Xã Tam Cường có 13,10 km² diện tích tự nhiên và quy mô dân số là 18.473 người.